# Gaardmandsdatteren
Gaardmandsdatteren er en dansk stum romantisk dramafilm fra 1912 produceret af Filmfabrikken Skandinavien. Filmens instruktør er ukendt.

## Handling
Den gamle gårdmands datter Anna og karlen Hans er forelskede og drømmer om en fælles fremtid. Annas lillebror overværer et af parrets hemmelige møder og sladrer til sin far, der straks afbryder stævnemødet og afskediger Hans. Gårdmanden vil nemlig redde sig selv ud af en gæld ved at gifte Anna væk til en velhavende bonde fra egnen. Tunge om hjerterne skilles Hans og Anna med løfter om evigt troskab. Hans rejser til Amerika, mens Anna hårdnakket afviser storbondens insisterende frieri. En dag kommer der heldigvis godt nyt fra Hans, og det unge par går en lys fremtid i møde.

## Medvirkende
- Jørgen Lund som Hans Jensen, gårdejer
- Mette Andersen som Mo'er Karen, Jensens kone
- Alma Lagoni, som Anna, Jensens datter
- Carla Jørgensen som Per, Jensens søn
- Ingeborg Wennerwald som Bedstemor
- Olga Svendsen	som Mette, i tjeneste på gården
- Johan Nielsen I som Hans, i tjeneste på gården
- Holger Pedersen (Gissemand) som Mads, i tjeneste på gården
- Aage Brandt som Mikkel, i tjeneste på gården
- Ludvig Nathansen som Morten, i tjeneste på gården
- Martha Olsen som Lene, i tjeneste på gården
- Carl O. Stein	Mads Olsen, rig gårdejer